# Obere Gottesackerwände
Die Oberen Gottesackerwände sind ein 2033 m ü. NHN hoher Berg in den Allgäuer Alpen.

## Lage und Umgebung
Die Oberen Gottesackerwände verlaufen als Wandstufe in einer Breite von über vier Kilometern nahezu in Ost-West-Richtung und schließt das Gottesackerplateau nördlich ab. Neben dem Hauptgipfel umfassen sie eine Reihe weiterer benannter und unbenannter Nebengipfel und Kammerhebungen. Östlich des Hauptgipfels erhebt sich ein 2028 m hoher Nebengipfel sowie die 2016 m hohe Kammerhebung Toreck. Im Westen erheben sich der Nebengipfel Rosskopf (1958 m) und die Kammerhebung Hirscheck (1922 m). Im weiteren Verlauf ziehen die Oberen Gottesackerwände in einem Bogen nach Norden über die Kammerhebung Mährenhöhe (1703 m) ins Hirschgunder Tal der Rubach. Hauptgipfel und östlicher Nebengipfel werden durch die Gottesackerscharte (1966 m, auch Torscharte) getrennt. Nördlich des Torecks ragt der Nebengipfel Torkopf (1930 m) vorgelagert empor. Zwischen den Oberen und Unteren Gottesackerwänden im Norden liegt der sie trennende Windecksattel (1750 m). Im Süden folgt dem Gottesackerplateau das Massiv des Hohen Ifens mit einer weiteren Wandstufe. Daher zählt das Massiv des Hohen Ifens und des Gottesackerplateaus zusammen mit den Gottesackerwänden zu den eigenartigsten Gebirgsstöcken der Alpen.

## Namensherkunft
Ein Wolfegger Archiv beschreibt 1693 eine Gottesacker Wandt ... Under Gotsackher wand. In Blasius Huebers Vorarlbergkarte wird 1783 ein Gottesacker B erwähnt und 1797 in Blatt 105 der Schmitt’schen Karte ein Gotsacker. Namensgeber war das südlich liegende Karstgebiet, das Gottesackerplateau, wobei Gottesacker die Bedeutung von Friedhof hat. Grund für die Benennung könnte die Einsamkeit des Plateaus gewesen sein.

## Besteigung
Auf die Oberen Gottesackerwände führt kein markierter Weg. Die Grathöhe kann unschwierig bei vorhandener Trittsicherheit von der Gottesackerscharte erreicht werden.
Auf das Toreck führt eine beliebte Skitour vom Mahdtalhaus.
In den 1990er Jahren wurde die Abfahrt durch das Mahdtal auf Veranlassung des Jagdwesens gesperrt.
Bergsteigerverbände haben die Öffnung einer Abfahrtstrasse durch eine Waldzone zum Mahdtalhaus erreicht, die jedoch oft ausapert und nur schwierig befahrbar ist. Diese Trasse wurde im Zuge des Projektes Skibergsteigen umweltfreundlich markiert.

## Bilder

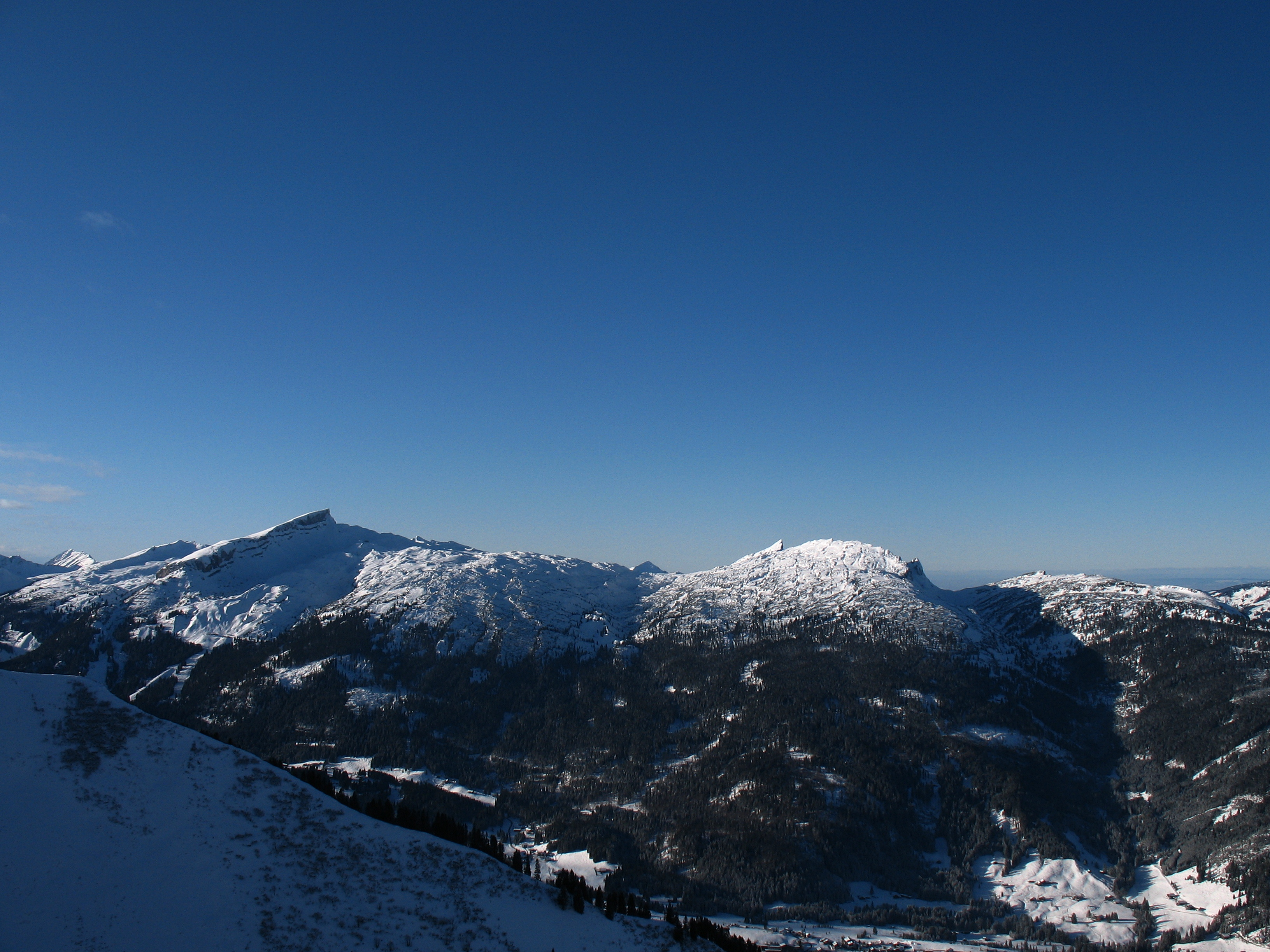
Geländeübersicht aus Süden
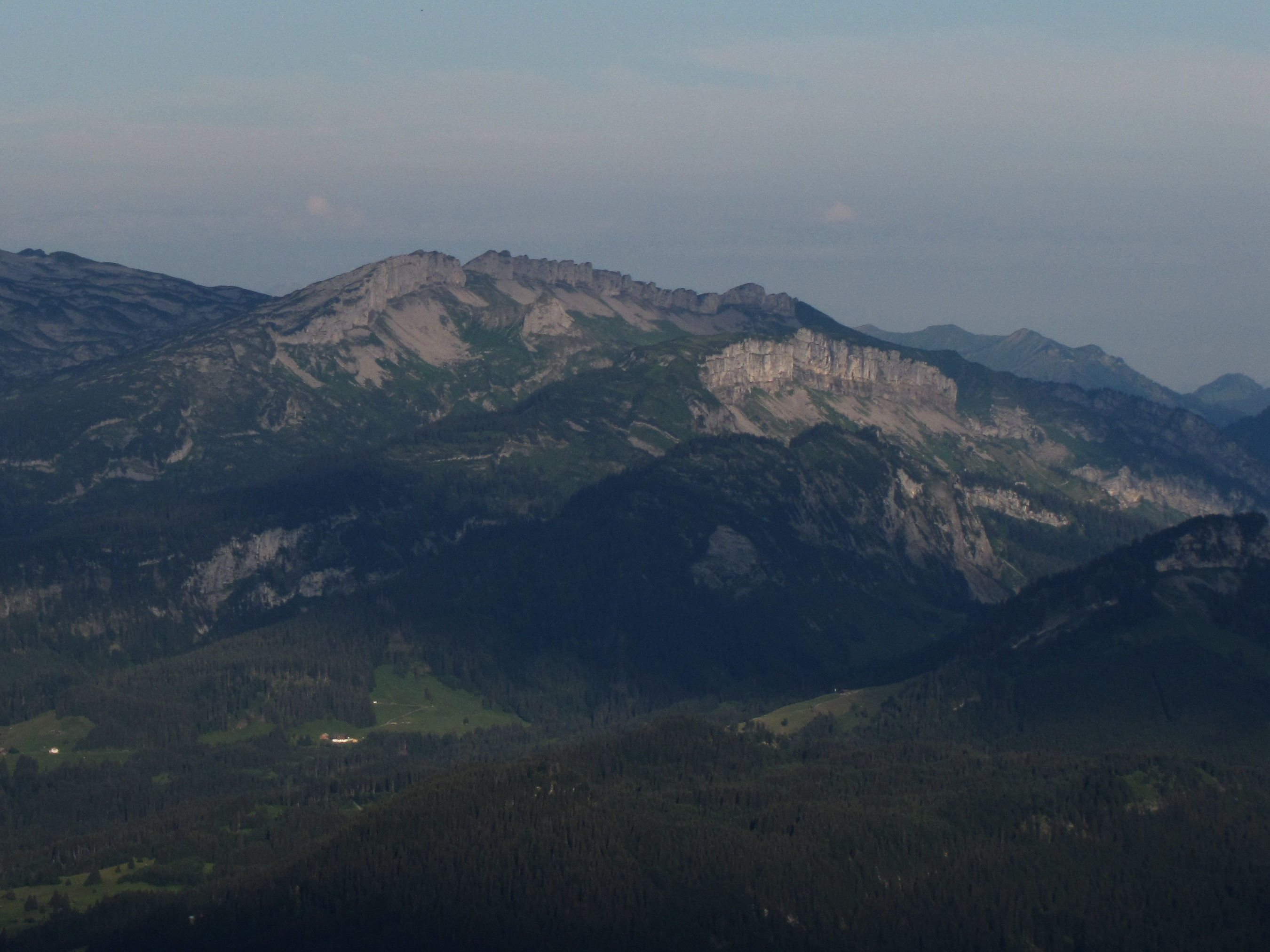
Wandstufen der Unteren und Oberen Wände
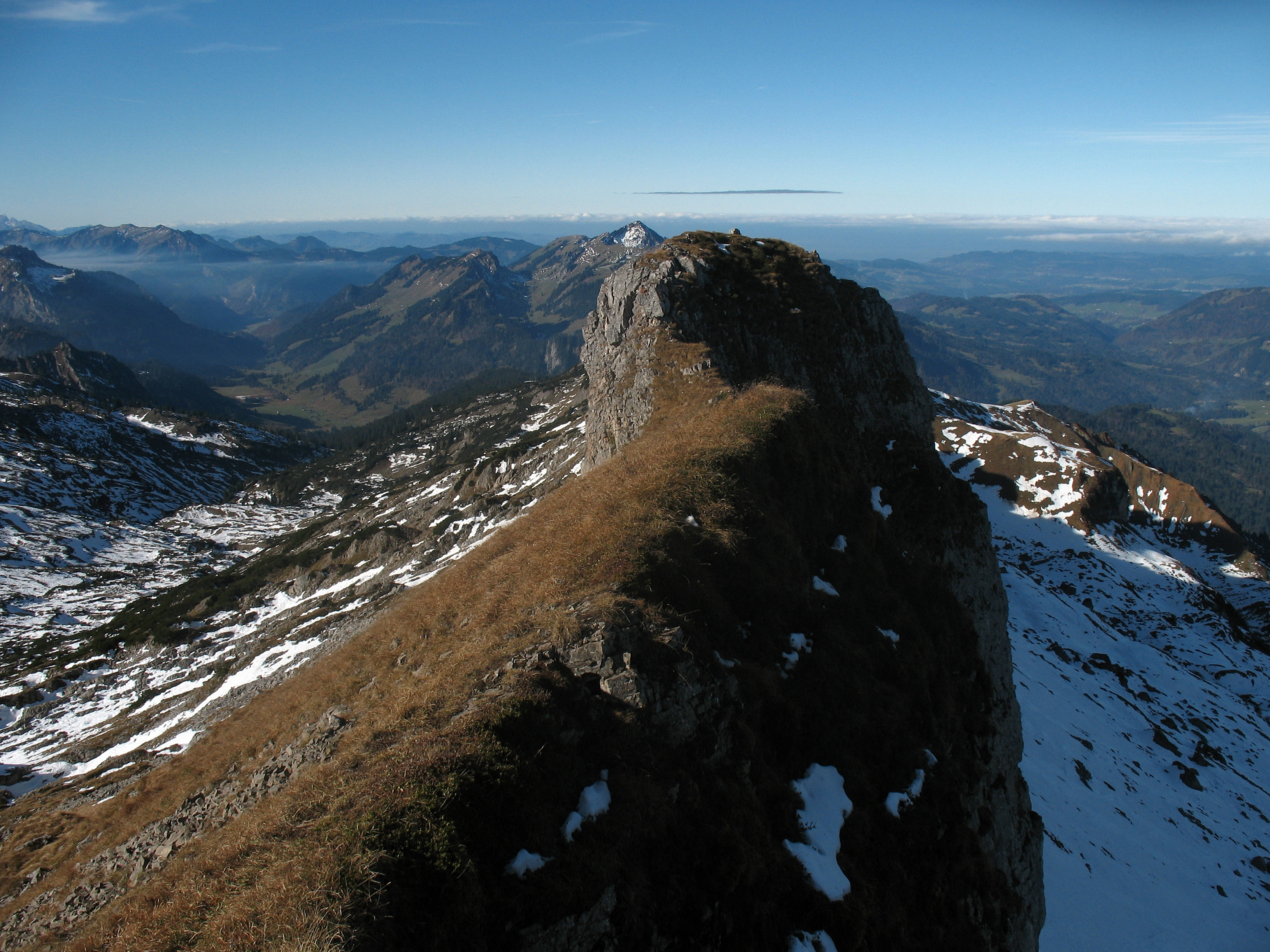
Hauptgipfel
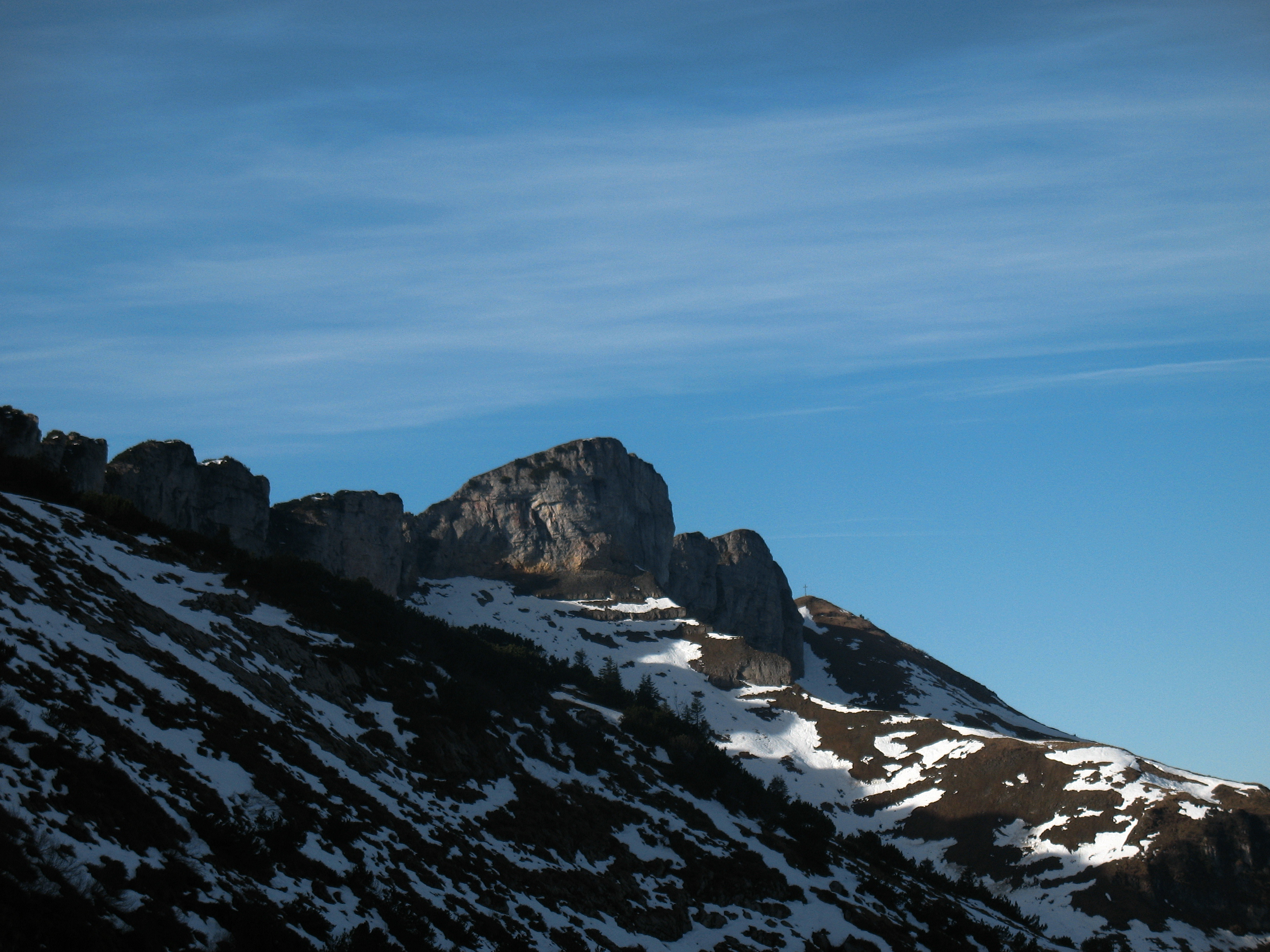
Rosskopf und Hirscheck